# Сийо Чыхо
Сийо Чыхо (тал. Сијо Чыхо/Чохо) — образ пастуха в чёрном одеянии, способный приносить удачу и исполнять желания в талышской мифологии.

## Этимология
Сийо Чыхо дословно с талышского языка «Чёрный Чыхо» переводится, как «Чёрная накидка», «Пастушеская накидка».

## Описание
У Сийо Чыхо есть общая с Сийах Галешом атрибутика – образ в черном одеянии, способность приносить удачу и исполнять желания. Согласно древним поверьям, связанным с образом «Чёрной накидки», каждый человек наделен своей собственной «Чёрной накидкой», как предопределенной судьбой. При этом встреча с указанным персонажем, стоящем на ногах, будет означать богатство и счастье, а если он предстанет лежащим или спящим, то человека ждет горькая судьба.
Как известно из его имени он носит длинную накидку «чыхо» чёрного цвета. В одной из талышских сказок говорится следующее: «Сийо Чыхо - это судьба человека. Он видится человеку как длинный «чыхо» пастуха коров. У каждого свой Сийо Чыхо, но не каждый может его видеть. Если увидишь его на ногах, то хорошо. Если увидишь лежачим, падающим или спящим, то берегись. Кто в деревне видел своего Сийо Чыхо лежачим, не проходило и недели, как умирал. А кто видел его на ногах, то для него было всё хорошо, он получал богатство». О встрече с ним никто не должен знать и встретивший его может загадывать любое желание. Сходство образов Сийах Галеша и Сийо Чыхо наталкивает на мысль, что эти культы в раннюю эпоху были единым образом, а потом разделились и развивались отдельно. Их позднее осмысление в качестве двух отдельных персонажей вполне может быть связано со спецификой уклада жителей северного Талыша, перешедших в определенный период от отгонного скотоводства к оседлому земледелию и преобразовавших некогда исконно пастушеское божество в новое качество – духа судьбы, в том числе приносящего удачу в разных сферах жизнедеятельности человека.
В народе когда у человека идёт по жизни чёрная полоса или ему с чем-то очень не везёт, то талыши говорят: «Әчәј Сијо Чыхо һытә» («Его Сијо Чыхо спит») тем самым указывая на отсутствие удачи у человека. Также во время ссор талыши могут пожелать своему оппоненту: «Ышты Чыхо быһыто!» («Чтобы твой Чыхо спал!»), т.е. чтобы у человека не было успехов, удачи.